# Albrecht Wilhelm Roth
Albrecht Wilhelm Roth (6 januari 1757 – 16 oktober 1834) was een arts en botanicus en woonde in het Duitse Dötlingen.
Hij studeerde geneeskunde aan de universiteiten van Halle en Erlangen, waar hij zijn doctoraat in 1778 behaalde. Na zijn afstuderen oefende hij de geneeskunde uit in Dötlingen en verhuisde kort daarna naar Bremen-Vegesack.
Roth is bekend om zijn invloedrijke wetenschappelijke publicaties, met name op het gebied van de plantkunde. Zijn botanisch onderzoek en geschriften kwamen onder de aandacht van Johann Wolfgang von Goethe, die Roth voordroeg voor een positie bij het botanische instituut aan de universiteit van Jena. Twee van zijn beter bekende werken waren Tentamen florae germanica (een verhandeling over Duitse flora) en Novae plantarum species praesertim Indiae orientali (een boek over de Indische flora). Het laatste werk is grotendeels gebaseerd op botanische monsters verzameld door de Moravische zendeling Benjamin Heyne (1770-1819).
Het botanische geslacht Rothia uit de onderfamilie Faboideae is naar hem vernoemd.
- Author citation (botany): Roth
- CiNii: DA16056820
- Gemeinsame Normdatei: 104196254
- International Standard Name Identifier: 0000 0000 8087 4429
- Library of Congress Control Number: n86813058
- Nationale Bibliotheek van Tsjechië: mzk2009511411
- Nationale bibliotheek van Australië: 36292589
- Nederlandse Thesaurus van Auteursnamen: 292807562
- Réseau des bibliothèques de Suisse occidentale: 02-A009455057
- Istituto Centrale per il Catalogo Unico: RMSV047551
- LIBRIS: 247960
- Système universitaire de documentation: 118665642
- Museum of New Zealand Te Papa Tongarewa: 50210
- Trove: 1242774
- Virtual International Authority File: 7816756
- WorldCat: E39PBJqKd8Qkv797HJ9BVyDXh3